# Division IB du Championnat du monde féminin de hockey sur glace 2018
Navigation
Division IB 2017 Division IB 2019
Le tournoi de la Division IB du Championnat du monde féminin de hockey sur glace 2018 se déroule à Asiago en Italie du 8 au 14 avril 2018.
| \| Localisation d'Asiago en Italie \| Localisation d'Asiago en Italie |
| Localisation d'Asiago en Italie                                       |

## Format de la compétition
Le Championnat du monde féminin de hockey sur glace est un ensemble de plusieurs tournois regroupant les nations en fonction de leur niveau. Les meilleures équipes disputent le titre dans la Division Élite qui n'a pas eu lieu en 2018 en raison des Jeux olympiques.
Les autres divisions comptent 6 équipes (sauf le groupe de Qualification pour la Division IIB qui en compte 5). À chaque niveau, les équipes s’affrontent entre elles et, à l'issue de cette compétition, le premier est promu dans la division supérieure. En raison de l'élargissement à 10 équipes du groupe élite, il n'y a aucune relégation pour la seconde année consécutive .
Lors des phases de poule, les points sont attribués ainsi :
- 3 points pour une victoire dans le temps réglementaire ;
- 2 points pour une victoire en prolongation ou aux tirs de fusillade ;
- 1 point pour une défaite en prolongation ou aux tirs de fusillade ;
- 0 point pour une défaite dans le temps réglementaire.

## Arbitres
La fédération internationale a désigné 11 officiels pour cette compétition.
| Arbitres                                                                 | Juges de ligne |
| ------------------------------------------------------------------------ | --- |
| - Vanessa Morin - Henna-Maria Koivuluoma - Radka Růžičková - Laura White | \| - Tanja Cadonau - Magdaléna Čerhitová - Stephanie Cole - Mirjam Gruber \| - Amy Lack - Senovwa Mollen - Kristin Moore \| |
| - Tanja Cadonau - Magdaléna Čerhitová - Stephanie Cole - Mirjam Gruber   | - Amy Lack - Senovwa Mollen - Kristin Moore                                                                                 |

## Classement
Pour les significations des abréviations, voir statistiques du hockey sur glace.
| Clt   | Équipe           | PJ | V | VP | D | DP | BP | BC | Diff | Pts |
| ----- | ---------------- | -- | - | -- | - | -- | -- | -- | ---- | --- |
| +001, | Italie           | 5  | 4 | 0  | 1 | 0  | 14 | 6  | +8   | 12  |
| +002, | Corée du Sud (P) | 5  | 3 | 1  | 1 | 0  | 20 | 8  | +12  | 11  |
| +003, | Lettonie         | 5  | 3 | 0  | 2 | 0  | 7  | 12 | -5   | 9   |
| +004, | Kazakhstan       | 5  | 2 | 0  | 2 | 1  | 9  | 10 | -1   | 7   |
| +005, | Chine            | 5  | 2 | 0  | 3 | 0  | 7  | 7  | 0    | 6   |
| +006, | Pologne          | 5  | 0 | 0  | 5 | 0  | 7  | 21 | -14  | 0   |

- Promu en Division IA en 2019
- Relégué en Division IIA en 201[1],[2]

## Récompenses individuelles
Les 3 meilleures joueuses désignées par l'IIHF :
- Meilleure gardienne : Giulia Mazzocchi (Italie)
- Meilleure défenseure : Nadia Mattivi (Italie)
- Meilleure attaquante : Jongah Park (Corée du Sud)

La meilleure marqueuse : Eleonora Dalpra (Italie)  (3 buts, 6 aides)

## Statistiques individuelles
Pour les significations des abréviations, voir statistiques du hockey sur glace.
| Clt | Joueuse                      | Équipe       | PJ | B | A | Pts | Pun | +/- |
| --- | ---------------------------- | ------------ | -- | - | - | --- | --- | --- |
| 1   | Eleonora Dalprà              | Italie       | 5  | 3 | 6 | 9   | 2   | +7  |
| 2   | Park Jong-ah                 | Corée du Sud | 5  | 4 | 3 | 7   | 2   | +5  |
| 3   | Park Yoon-jung               | Corée du Sud | 5  | 5 | 0 | 5   | 2   | +5  |
| 4   | Anna de la Forest de Divonne | Italie       | 5  | 3 | 2 | 5   | 6   | +1  |
| 5   | Hou Yue                      | Chine        | 5  | 2 | 2 | 4   | 6   | +1  |
| 6   | Lee Jing-yu                  | Corée du Sud | 5  | 2 | 2 | 4   | 2   | +3  |
| 7   | Līga Miljone                 | Lettonie     | 5  | 2 | 2 | 4   | 25  | -3  |
| 8   | Karolina Późniewska          | Pologne      | 5  | 2 | 2 | 4   | 2   | 0   |
| 8   | Carola Saletta               | Italie       | 5  | 2 | 2 | 4   | 4   | +5  |
| 10  | Han Soo-jin                  | Corée du Sud | 5  | 1 | 3 | 4   | 0   | +7  |

| Clt | Joueur           | Équipe       | PJ | Min          | BC | Moy  | %Arr   | Bl |
| --- | ---------------- | ------------ | -- | ------------ | -- | ---- | ------ | -- |
| 1   | Giulia Mazzocchi | Italie       | 4  | 239 min 37 s | 5  | 1,25 | 94,62  | 1  |
| 2   | Wang Yuqing      | Chine        | 5  | 296 min 51 s | 6  | 1,21 | 94,44  | 1  |
| 3   | Kristiana Apsite | Lettonie     | 5  | 300 min 0 s  | 12 | 2,40 | 92,81  | 1  |
| 4   | Daria Dmitrieva  | Kazakhstan   | 5  | 252 min 42 s | 8  | 1,90 | 92,73  | 1  |
| 5   | Shin So-jung     | Corée du Sud | 5  | 284 min 44 s | 7  | 1,48 | '92,05 | 0  |

Pour les significations des abréviations, voir statistiques du hockey sur glace.
Nota : seules sont classées les gardiennes ayant joué au minimum 40 % du temps de jeu de leur équipe.